# Oulad Ziane
Les Oulad Ziane (en arabe : أولاد زيان ; « fils », « enfants » ou « descendants » de Ziane) sont une tribu marocaine faisant traditionnellement partie de la confédération des Chaouïa, d'origine principalement arabe zoghba, établie sur deux territoires séparés par les Mediouna et les Oulad Hriz.

## Origines
Les Oulad Ziane sont une tribu arabe de Banu Hilal, exactement descendantes d'un Ziane ben Asker ben Khalifa des Ouled Khalifa des Banu Malik de Zoghba, une des branches de Banu Hilal.

## Territoire
La tribu des Oulad Ziane est divisée en deux territoires, distants d'environ 30 kilomètres. Le premier, celui des Oulad Ziane Mouâlin el-Oued et Mouâlin Dheroua, est le plus important des deux. Il est bordé par les Ziaïda au nord-est, les Mdhakra au sud-est, les Oulad Hriz au sud-ouest, les Mediouna au nord-ouest, et les Zenata au nord. Le deuxième territoire, celui des Oulad Ziane Soualem Trifia, s'étend le long de l'océan sur une bande de rivage de 12 kilomètres, séparant la tribu des Mediouna de celle des Chiadma.
Le domaine des Oulad Ziane Mouâlin el-Oued et Mouâlin Dheroua, couvrant environ 430 kilomètres carrés, est divisé en quatre cheikhats et comprend 1 200 tentes. Les Oulad Ziane Soualem, quant à eux, ne comptent que deux cheikhats avec 450 tentes réparties sur environ 120 kilomètres carrés.
La continuité et l'extension des magnifiques « terres noires » (tirs) des Mediouna font de la région des Oulad Ziane Mouâlin el-Oued et Mouâlin Dheroua l'une des plus riches de la Chaouïa. Les tirs ne correspondent à aucun étage géologique déterminé, mais leur qualité exceptionnelle enrichit considérablement ces terres.

## Histoire

### Formation de la tribu
Leur ancêtre, Ziyan Ibn 'Askar Ibn Khalifa, est à l'origine de la lignée des Oulad Ziane. Initialement, les Oulad Ziane étaient considérés comme une sous-fraction des Oulad Khalifa. Cependant, au fil des siècles, des réorganisations tribales ont eu lieu, si bien qu'aujourd'hui, les Oulad Khalifa sont devenus une sous-fraction des Oulad Ziane. Autrefois, les Oulad Ziane faisaient partie du groupe des « Chehaouna ». Établis à l'origine sur le plateau central, ils ont réussi à se maintenir, malgré quelques perturbations, entre les Oulad Hriz, les Mdhakra, les Ziyaïda, les Zenata et les Mediouna.

### Epoque Moderne
Au fil du temps, les Oulad Ziane ont tissé des liens fraternels avec les tribus arabes voisines, notamment les Oulad Ali et les Oulad Hriz. Ces alliances ont renforcé leur cohésion et leur solidarité. La Kasbah des Oulad Zenata a été érigée par le Caïd Mohammed ben Mchich sous le règne de Moulay 'Abd Er Rahmân (1822-1859), témoignant de la richesse historique et culturelle de la tribu. 

### Guerre de la Chaouia
Au fil du temps, les Oulad Ziane ont tissé des liens fraternels avec les tribus arabes voisines, notamment les Oulad Ali et les Oulad Hriz. Ces alliances ont renforcé leur cohésion et leur solidarité. Leur participation à la guerre de 1907 de la Chaouia fût significative. En s'unissant contre les forces coloniales, les Oulad Ziane ont démontré leur détermination à protéger leur territoire et leur patrimoine, notamment à la Bataille de Sidi El Mekki. Ils ont mené des embuscades et des raids, perturbant les lignes de communication et d'approvisionnement des français. Elle exprimera sa soumission avec la capture de deux de ces chefs, le 22 septembre 1908. Cependant, il est connu que cette tribu ait envoyé des combattants au sommet de l'Atlas combattre avec les tribus Zayanes, comme le fît les Hrizi.

## Composition tribale
Ils sont composés de plusieurs fractions, dont certaines seraient d'ascendance chérifienne : 
- Awlad Ayad
- Al-Daghaghia
- Al-Soualem
- Awlad Musa ben Ibrahim (Idrisside)
- Awlad Khalifa

D'autre fractions existe que les principales tels que : 
- Ouled Sidi Zidane (d'ascendance Alaouite, descendants de "Mohamed ben Ismaïl al-Alaoui)
- Al-Khiaita (d'ascendance alaouite, également descendants de "Mohamed ben Ismaïl al-Alaoui)
- Soualem Moualin al-Tarifiya (d'ascendance idrissides)
- Awlad Ben Sliman/Sulayman (d'ascendance idrissides)

## Personnalités
- Hajj Houssin al-Ziyani, un des dirigeants de la résistance anticolonial de la Chaouïa, dirigé par Hajj Hammou, caïd des Oulad Hriz
- Hajj Slimane ben Douh al-Ziani, dirigeants des Ouled Ziane aux côtés de Hajj Houssin al-Ziyani contre la colonisation française.
- Al-Tai' Al-Hadaoui